# Segbroek
Segbroek ist ein Stadtbezirk von Den Haag (amtlich auch ’s-Gravenhage) und liegt zwischen Scheveningen im Norden, Loosduinen im Süden und der Stadtmitte im Osten. 

## Verkehr
Einige der wichtigsten Straßen sind die Segbroeklaan und die Laan van Meerdervoort, beide führen ins Zentrum von Den Haag.
Im Osten verläuft der Afvoerkanaal vom Hafen bis in die Innenstadt, dieser hat für die Schifffahrt allerdings keinerlei Bedeutung.
Der Bezirk ist durch die Straßenbahnlinien 11 und 12 der Haagsche Tramweg Maatschappij und die Linie 3 der Randstad Rail an das Straßenbahnnetz angeschlossen. Auch die HTM-Buslinien 13, 14 und 24 verlaufen durch das Gebiet. Ein wichtiger Knotenpunkt ist die Laan van Meerdervoort, dort verkehren die Linien 3, 12, 13 und 14.

## Struktur
Im Süden und Norden  befinden sich größere Grünanlagen, die Friedhöfe Oud- und Nieuw Eikeduinen im Süden und der Rode Kruis Plantsoen im Norden. Dort liegt auch das HagaZiekenhuis, welches sich aus den Krankenhäusern Rode Kruis Ziekenhuis (Rotes-Kreuz-Krankenhaus) und dem Juliana Kinderziekenhuis (Juliana-Kinderkrankenhaus) zusammengeschlossen hat. 
Der Bezirk verfügt auch über sehr viele historische Gebäude, besonders im Valkenboskwartier. Durch dieses Viertel fließt auch eine Gracht. Besonders interessant sind die im Jugendstil erbauten Hochhäuser an der Larixstraat.
Der Bezirk verfügt auch über einige Einkaufsstraßen. Die meiste Geschäfte in diesem Bezirk liegen an den Straßen Fahrenheitstraat und Edisonstraat.

## Liste der Stadtviertel im Bezirk Segbroek
- Valkenboskwartier (Falkenwaldviertel)
- Bomen en Bloemenbuurt (Bäume- und Blumenviertel)
- Vruchtenbuurt (Früchteviertel)
- Heesterbuurt (Strauchviertel)
- Regentessekwartier (Regentinviertel)
- Eykenduinen (Eichendünen)